# Silap Inua
Na mitologia Inuit, Silap Inua  (proprietário dos espíritos) ou Sila (respiração, espírito) era, semelhante a mana ou éter, o componente primário de tudo o que existe; também era o sopro de vida e a razão de qualquer movimento ou mudança. Acreditava-se que Sila controlava tudo o que acontece na vida de uma pessoa.
Sila é a divindade do céu, do vento e do tempo. Apesar de considerada masculina, ela nunca se mostra, e acredita-se que não tenha forma. 
Em muitas tradições Sila está associada com a deusa Nunam.

## Atribuição
O objeto transnetuniano Sila, foi nomeado em honra a esta divindade.